# Bélesta-en-Lauragais
Bélesta-en-Lauragais är en kommun i departementet Haute-Garonne i regionen Occitanien i södra Frankrike. Kommunen ligger i kantonen Revel som tillhör arrondissementet Toulouse. År 2022 hade Bélesta-en-Lauragais 112 invånare.

## Befolkningsutveckling
Antalet invånare i kommunen Bélesta-en-Lauragais
Referens:INSEE